# ConScript Unicode Registry
Il ConScript Unicode Registry è un progetto volontario per coordinare l'assegnazione di combinazioni di bit ai caratteri dei sistemi di scrittura artificiali nell'area d'uso privata Unicode. È stato fondato da John Cowan e viene mantenuto da John Cowan e Michael Everson. Non ha assolutamente nessuna connessione con lo Unicode Consortium.